# Henriod
C.E.Henriod & Cie y Automóviles Henriod & Cie fueron dos empresas automovilísticas francesas, radicadas en Neuilly-sur-Seine, París. Ambas fueron fundadas en 1898 por dos pioneros de la automoción suizos,  el ingeniero Charles-Edouard Henriod (Fleurier, Suiza, 22 de mayo de 1866 - Lausana, 18 de noviembre de 1941) y su hermano Fritz.
Henriod patentó numerosas invenciones, como una caja de cambios en el eje posterior y la tracción en una rueda delantera. Sus invenciones fueron aplicadas por fabricantes de Francia y de los Estados Unidos.

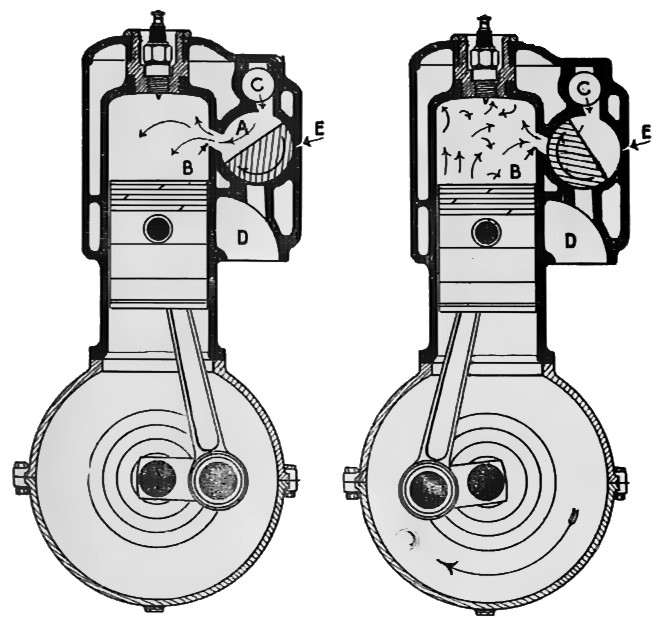
Motor de válvula rotativa inventado por Henriod